# La muerte del poeta
La Muerte del Poeta (del ruso: Смерть Поэта) es un poema de Mijaíl Lérmontov escrito en 1837 en reacción a la muerte de Aleksandr Pushkin.
Pushkin había sido herido mortalmente en un duelo el 27 de enero de 1837, en el que le manipularon el arma, muriendo el día 29. Lérmontov escribió una primera versión del poema según se enteró del acontecimiento que finalizaba con las palabras "...sus labios para siempre sellados", y en poco tiempo se distribuyeron copias manuscritas del mismo por San Petersburgo.
Varios días después el doctor Nikolái Arendt, quien intentó salvar a Pushkin, visitó a Lérmontov, que estaba enfermo, y le comunicó los detalles de la muerte de Pushkin, lo que influiría el desarrollo del poema de Lérmontov.
El 7 de febrero, Lérmontov añadió un airado final de dieciséis líneas (comenzando por ("Y ustedes sucesores arrogantes...") en los que apelaba a la justicia divina sobre las cabezas de la horda de la corte aristócrata, a los que condenaba como verdugos de la libertad y verdaderos orquestantes de la tragedia. Circularon copias manuscritas de esta segunda versión entre la intelligentsia de San Petersburgo que llamaron la atención de las autoridades. Aquellos dieciséis versos del poema eran considerados por las autoridades como pensamiento sedicioso, por lo que Lérmontov fue arrestado y, por orden de Nicolás I, desterrado a un regimiento que combatía en la Guerra del Cáucaso el 25 de febrero.
El poema sólo se publicaría mucho más tarde de la muerte de Lérmontov. Su primera publicación fue una traducción alemana con el título "Lamento de Lérmontov en la tumba de Aleksandr Pushkin" en 1852 en el "Legado Poético de Mijaíl Lérmontov" de Fiedrich von Bodenstedt. La primera edición en ruso fue en 1856 con el título "A la muerte de Pushkin" en el almanaque La estrella Polar que Aleksandr Herzen editaba en Londres.